# Урсула (Русалонька)
Урсула — мультиплікаційний персонаж, головна антагоністка 28-го анімаційного фільму Walt Disney Pictures «Русалонька» (1989).
Урсула — лиходійна морська відьма, напівжінка, напіввосьминіг, яка пропонує принцесі — русалці на ім'я Аріель, можливість назавжди стати людиною, якщо вона зможе закохати та отримати поцілунок від принца Еріка протягом трьох днів. Однак насправді, Урсула має намір попри все завадити Аріель, аби досягти своєї власної цілі, і остаточно узурпувати її батька — короля Тритона, правителя океанів. Актриса Пет Керролл озвучила Урсулу мовою оригіналу у цій та всіх інших її канонічних появах. В українському дубляжі персонаж розмовляє голосом Тамари Яценко.
Урсула була створена режисерами-сценаристами Роном Клементсом і Джоном Маскером, засновуючись на персонажі морської відьми в казці Ганса Крістіана Андерсена «Русалонька» 1837 року. Проте, важливість та глибина мотивів анімованої версії чаклунки були значно розширені у порівнянні з морально-нейтральною, другоплановою постаттю текстового оригіналу.
Безуспішний кастинг тривав впродовж року, і за цей час роль стала жаданою серед кількох успішних телевізійних актрис тієї епохи. Клементс і Маскер не були згодні з автором пісень Говардом Ешманом щодо того, хто має озвучувати персонажа. У той час як режисери писали Урсулу під виконання Беа Артур, Ешман мав намір запропонувати її зірці мильної опери Джоан Коллінз, однак обидві актриси відмовилися від ролі.
Коли Ешман запропонував свою другу обраницю, бродвейську актрису Елейн Стрітч, сценаристам не сподобалася її манера виконання пісні «Бідні Нещасні Душі», після чого Стрітч було звільнено і роль нарешті дісталася Пет Керролл.
Занижуючи свій природний тембр голосу для ролі, Керролл заснувала свою гру на поєднанні шекспірівських актрис та продавців автомобілів.
Коли «Русалонька» вийшла в прокат, Урсулу відразу ж назвали однією з найкращих лиходійок Дісней. Її хвалили за жартівливість і страхітливість, персонаж отримав позитивні відгуки кінокритиків, деякі з яких назвали її найсильнішою злодійкою Дісней за останні десятиліття. Пет Керролл також отримала подібне визнання — роль практично затьмарила усю попередню фільмографію акторки.

## Розробка

### Концепція та створення
За дорученням керівників Disney Майкла Айзнера та Джеффрі Катценберга, режисер-сценарист Рон Клементс став одним із кількох режисерів, яким було доручено знайти історії, що потенційно можна було б адаптувати у сюжет для наступного великого анімаційного фільму студії.
Клементс вперше знайшов класичну казку Ганса Крістіана Андерсена «Русалонька» у місцевому книжковому магазині та почав міркувати, чому Дісней ніколи не намагався екранізувати цю історію.
Проте згодом він дізнався, що сам Уолт Дісней особисто намагався адаптувати казку до повнометражного анімаційного фільму ще в 1930-х роках, але зрештою, проєкт було відкладено — однією з причин цього стала сумна кінцівка історії. Клементс запропонував «Русалоньку» Катценбергу і отримавши згоду, проєкт було схвалено.
В оригінальній історії Андерсена, морська відьма є безіменним персонажем, що немає власних мотивів чи недобрих намірів, та навіть прямо застерігає русалоньку про те, що її бажання зрештою принесе лише скорботу.
Однією з ідей Клементса по адаптації історії було «зробити відьму більш лиходійною» — він описав Урсулу як «персонажа, якого буде цікаво розвивати».
У той час як книжна морська відьма готова допомогти русалоньці, хоча і не погоджується з її мотивами, Урсула допомагає Аріель лише через надію подолати цим її батька, та цілеспрямовано заважає їй досягти успіху.
Говард Ешман спершу уявляв характер відносин між Урсулою та королем Тритоном подібним до мильної опери, і тому черпав натхнення від актриси Джоан Коллінз. Урсула мала бути сестрою Тритона, що, звісно, також робило її тіткою Аріель, але зрештою від цієї ідеї відмовилися. Тим не менш, в одному із своїх монологів, Урсула згадує час, протягом якого вона фактично жила в палаці Тритона, що можна тлумачити як натяк на кровну спорідненість. Спочатку, Клементс і Маскер не планували, аби Урсула ставала величезною у фіналі. Однак нещодавно переглянувши фільм «Міцний горішок» (1988), Катценберг захотів «більшої» кінцівки для мультфільму, тому дав вказівку сценаристам, аби антагоністка значно збільшилася в розмірах під час її кульмінаційної битви з Аріель та Еріком.

### Голос і музика
Американська актриса Пет Керролл була голосом Урсули починаючи з 1989-го року і до її смерті у 2022-му, останній раз зайнявши роль злодійки для відеогри Disney Dreamlight Valley (2023).
Пет не була першим вибором режисерів — Клементс, Маскер та Ешман довго сперечалися, хто має озвучити антагоністку, кастинг на яку був довгим та стомливим, зрештою розтягнувшись на цілий рік. У своїй книзі «Makin' Toons: Inside the Most Popular Animated TV Shows and Movies» автор Аллан Нойвірт зазначив, що режисери шукали «саме ту виконавицю, яка змогла б передати глибокоголосу, втомлену світом, саркастичну лиходійку, яку вони собі уявляють — проте ніяк не можуть спіймати цю рибу».
У той час як Ешман цікавився актрисою Джоан Коллінз, тому що був шанувальником її ролі Алексіс Колбі в мильній опері «Династія», Клементс і Маскер віддали перевагу актрисі Беа Артур, для якої цілеспрямованно і створили роль, описуючи Урсулу як «маючу басовий голос, накшталт Беа Артур» у перших чернетках сценарію.
Клементс і Маскер очікували, що Беа прийме цю роль, оскільки вона вже співпрацювала з Дісней, знімаючись у ситкомі «Золоті дівчата» від їхньої телестудії Touchstone Television. Однак цього не сталося через те, що агентка Артур обурилася на сценаристів — за словами Маскера:«Я думаю, її агентка прочитала сценарій, який описував голос відьми, як схожий на бас Беа Артур… однак у своїй голові, вона якимось чином сприйняла це так, наче ми називаємо Беа Артур відьмою. Не думаю, що вона навіть передала його їй.»
З Артур за бортом, Клементс і Маскер були змушені прослухати декілька інших популярних телевізійних актрис десятиліття, включаючи Ненсі Маршан, Шарлотту Рей і Розанну Барр, остання з яких спочатку пробувалась на підтримуючу роль покоївки Карлотти. Розвеселений її гугнявим голосом, Говард запросив комедіантку на проби для Урсули, але дійшов висновку, що її манера все ж таки не пасує персонажу. Джазова співачка Ненсі Вілсон також проходила прослуховування.
Тим часом, спроба Ешмана залучити Коллінз так само пішла на дно, оскільки продюсер Династії Аарон Спеллінг боявся, що репутація актриси буде підмочена, якщо вона озвучить анімаційного персонажа.
Після цього, Ешман зосередився на Бродвейській акторці Елейн Стрітч, шанувальником якої він був вже довгий час. Процес прослуховування для Урсули вимагав від кожної кандитатки продекламувати сцену з фільму та виконати Бродвейську пісню на свій вибір.
Фіналістками стали Шарлотта Рей, обрана Клементсом та Маскером, та Стрітч, обрана Ешманом. Остання зрештою виграла над Рей, заслуживши перевагу своїм виконанням «Бідні Нещасні Душі». Маскер описав її підхід до Урсули як «ексцентричне, очманіле бачення». Однак невдовзі почали відчуватися творчі розбіжності щодо пісні, оскільки актриса відмовлялася слідувати «дуже конкретним вказівкам».
Після відмови виконувати пісню в зазначеному Ешманом темпі (та у поєднанні з її алкоголізмом), він звільнив Стрітч з проєкту, що змусило Клементса та Маскера шукати заміну за допомогою ще одного раунду прослуховувань.
Керролл вперше дізналася про Русалоньку від свого агента і відразу ж погодилася пройти прослуховування на роль Урсули, оскільки завжди хотіла озвучити персонажа Дісней.
Однак дізнавшись, що її конкуренція складається у більшості з відомих кіно- і телеакторок, актриса подумала, що в неї мізерні шанси на успіх. Маскер описав підхід Керролл до прослуховування, як суміш акторів Моріса Еванса та Таллули Бенкхед.
Незважаючи на те, що Керролл лишилася задоволеною як акторською, так і вокальною частиною свого прослуховування, результати відбору надійшли лише через рік, коли вона вже і забула, що взагалі проходила проби на роль.
Після затвердження, Керролл була повністю віддана ролі, надаючи їй повний пріоритет над усіма іншими проєктами на той час. Першим завданням акторки було записати «Бідні нещасні душі», де вона продемонструвала кардинально інший підхід, ніж був у Стрітч, спочатку попросивши Говарда показати їй, як саме він хотів би, щоб вона виконала пісню, перш ніж спробувати це зробити.
Керролл повністю приписує Ешману свою манеру, пояснюючи: «Я отримала увесь настрій від нього… і його плечі смикалися певним чином, і його очі дивилися певним чином… . . Я дізналася більше про цього персонажа від Говарда, коли він співав цю пісню, ніж від будь-чого іншого». Керролл також запозичила у Ешмана звичку Урсули говорити «іnnit?» замість «isn't it?».
Незважаючи на тісні робочі стосунки, Керрол описала роботу з Ешманом та композитором Аланом Менкеном як «брутальний» досвід через їх «військовий» підхід; вона часто поверталася додому після сесій запису з перерваними голосовими зв'язками.
Керрол згадувала як її донька, режисерка Тара Карсіан, запевняла її, що «ти є частиною чогось, що можуть показувати через п'ятдесят років… Те, над чим ви зараз працюєте, побачать наші діти, і наші онуки, і наші правнуки» після того, як вона пожалілася їй на одну із сесій.
Описуючи свою власну гру як шекспірівську, Керролл сприймала Урсулу як «колишню шекспірівську актрису, яка тепер продає машини», що надихнуло її суху, театральну інтерпретацію. Керролл також поглиблювала свій природний тембр для ролі.
Вперше подивившись закінчений фільм, Керролл злякалася власної гри, порівнявши її з грою актриси Маргарет Гамільтон у ролі Злої Відьми Заходу у фільмі «Чарівник країни Оз» (1939).
Людське альтер-его Урсули — Ванессу, озвучує Джоді Бенсон, акторка Аріель.
Урсула стала першою антагоністкою Дісней, що отримала власну пісню.
В кіноадаптації мультфільму режисера Роба Маршалла (2023), Урсулу грає комедійна акторка Мелісса Маккарті.
Маккарті описала досвід ролі Урсули як «чудовий» і додала: «Світ Дісней та Роба Маршалла — це світ, який я би хотіла, міг відчути кожен, тому що він такий творчий, добрий і милий. Щодня ходжу на уроки вокалу… Я записала (пісню) з оркестром, і це приголомшливий досвід, для когось, хто не є співачкою… але це був такий веселий процес. Це буде неймовірно… Для мене, Урсула — це все. Вона одна з моїх найулюбленіших злодійок, тому зіграти її було чудово».
Роль Ванесси грає акторка Джессіка Александр. Вона описала свою героїню як «звабницю, спокусницю, визначення фатальної жінки та сексуальну лиходійку».

### Дизайн
Під час створення «Русалоньки» дизайн Урсули еволюціонував і сильно трансформувався. Найперші ескізи Урсули від аніматора Глена Кіна були намальовані так, аби нагадувати Шарлотту Рей, на основі прослуховування актриси на роль.
Недовгий вибір Стрітч на роль Урсули та її подальша гра надихнули аніматорів на персонажа у вигляді «високої худорлявої морської відьми королівського вигляду» на основі манти і риби-скорпіона та довгим плащем. У якийсь період Урсулу також малювали із шипами, що нагадувало рибу-хребет.
Стиль та вигляд Урсули було створено значною мірою надихаючись образом американського актора та дреґ-квін Дівайн, найбільш відомого своїми ролями у фільмах режисера Джона Вотерса. Подібність між персонажем та актором була вперше виявлена після того, як аніматор Роб Мінкофф намалював «вамп-матрону із зайвою вагою», на що Ешман відповів: «Вона схожа на матрону з Маямі-Біч … грає в маджонг біля басейну».
Урсула мала фірмовий макіяж очей, прикраси та фігуру Дівайн, а також ірокез, що був запозичений у персонажа Бебса Джонсона, якого вона грає у фільмі "Рожевий фламінго"(1972).
Дівайн не дожив до появи своєї подоби в Русалоньці - актор помер у 1988-му році, за рік до виходу фільму. Його знайомі сходяться на думці, що Урсула дуже б йому сподобалася. Документаліст Джеффрі Шварц пожартував, що актор захотів би зіграти Урсулу сам, якби знав про персонажа, та колись сказав Уотерсу: «Коли я був молодим, все, чим я хотів бути — це Діснеївським злодієм».
Однак на той момент, Мінкофф малював персонажа з акулячим хвостом. Зрештою Клементс вирішив помістити голову Урсули на тулуб восьминога, що в подальшому призвело до її остаточного дизайну. Після цього, аніматори вивчили, як рухаються восьминоги, та відмітили «…якийсь спокусливий і водночас страшний аспект», який вони додали до ходи персонажа.
Ірокез був зрештою відкинутий, оскільки Дісней вважав, що зачіска була «надто занадто» для фільму. Крім того, на обличчя Урсули вплинула Мадам Медуза з іншого фільму Дісней «Рятувальники» (1977) .
Відповідно до «Євангеліє від Дісней: Віра, Довіра та Фейський Пилок», автора Марка І. Пінскі, Урсула стала «найбільш гротескною характеризацією, яку Дісней… створив для жінки-лиходія» на той час.
Кіну, що працював над анімацією попередніх Діснеївських антагоністів, спочатку було запропоновано стати головним аніматором Урсули, але давно бажаючи зробити щось інше, він відхилив пропозицію, аби натомість працювати над Аріель. Таким чином, Кіна замінив Рубен А. Акіно.
Спочатку дизайн Урсули мав усі вісім щупалець, як у справжнього восьминога, але згодом їх було зменшено до шести, оскільки повну кількість було б занадто складно та дорого анімувати. За словами Керролл, ця модифікація фактично робить персонажа більш схожим на кальмара, ніж на восьминога, проте серед фанатів існує версія, що пара рук персонажа відповідає двом відсутнім щупальцям
Клементс визнав, що навіть шість щупалець все одно зробили анімацію складним викликом. Дизайн Урсули був навмисно створений викликати почуття страху у глядачів. Аніматори вивчали Монстро з «Піноккіо» (1940), аби анімувати збільшене обличчя персонажа, виринаючого з моря. Зовнішність Урсули також була заснована на персонажі Норми Дезмонд, яка з'являється у фільмі Бульвар Сансет (1950).

## Characterization and themes
Девід Нусейр з Ебаут.ком відмітив, що «Немає меж того, наскільки низько Урсула опуститься, щоб досягти своїх цілей»; для цього, персонаж часто покладається на комбінацію чаклунства та обману.
«Торгівець найгіршого типу», Урсула погоджується допомогти менш щасливим лише тоді, коли впевнена, що може отримати від них щось натомість.
Ідентифікуючи Урсулу як протилежність Аріель завдяки досвіду та авторитету персонажа, автор книги «Зіткнення реальностей: Започаткування досліджень фантастичного в Європі» Ларс Шмайнк описує відьму як «більш складного та зрілого персонажа» ніж Аріель, що втілює усе, чим потенційно може стати русалонька. Для Аріель, Урсула являє собою «образ матрони», який «спонукає молоду принцесу до епічної подорожі», коли вона прагне отримати відьомські «знання та силу як у мудреця.»
Емма Джеймс з Teen Ink вважає, що смерть Урсули не дає можливості Аріель відчути наслідки своїх дій та навчитися на них, і робить висновок: «Аріель так і не визнала свою відповідальність за погані події, які вона спричинила».
Помітивши, що Урсула фактично попереджає Аріель про наслідки, які на неї чекають у разі провалу, Лаура Стемплер із Time описала персонажа як «кмітливого переговорника по контрактах».
За словами Гері Томпсона з Philadelphia Daily News, Урсула схожа на бізнесвумен Леону Хелмслі.
У своїй книзі «Казки тоді і тепер: більше народних казок як літературних вигадок для молоді» автор Анна Е. Альтманн порівняла Урсулу з Сатаною, оскільки і Аріель, і Тритон «підписують з нею контракт»; У схожому аналізі, в статті для Collider, Дейв Трамбор ідентифікував Урсулу як «демона перехрестя». Продовжуючи фіксувати цю аналогію, Джеймс Плат з Movie Metropolis також описує контракт Урсули як «Мефістофельську угоду». Урсула була вигнана з палацу Тритона, подібно до того, як Люцифер був вигнаний з небес.
Фелікс Васкес з Cinema Crazed вважає, що Урсула «зла лише заради того, аби бути злою».
Пишучи для Disney Archives, Дейв Сміт бачить Урсулу як «обвішану коштовностями з надутими губами, немов занадто повна, занадто багата, занадто розпещена, занадто розкішна господиня, що з'їхала з глузду», Сміт сприйняв її як «витонченість, яскравість та театральність, змішані з каплею шахрайства», посилаючись на гнів як на її єдину щиру емоцію. Крім того, Урсула має тенденцію поводити себе так, ніби вона грає на публіку.
Джей Бояр з Orlando Sentinel порівняв зовнішність персонажа з євангелісткою Теммі Фей.
Часом, Урсула схильна демонструвати стереотипно чоловічі фізичні риси. Описуючи персонажа як «морську кемп-відьму з ненаситною жагою до влади», Девід Ерліх з Rolling Stone вважає, що Урсула нагадує дитину Дівайн і Дональда Трампа.
Деякі критики ототожнюють персонажа з бодіпозитивом. За словами Мікаели Гловер із «The Odyssey», «Урсула уособлює сміливу ділову жінку, яка не боїться демонструвати та використовувати свої форми, що водночас кидає виклик конвенційним стандартам краси, будучи жінкою з пишною фігурою».

## Появи

### Русалонька(1989)
1. 1 2 3 4 5 6 7  Minow, Nell. Interview: Ron Clements and John Musker of "The Little Mermaid". Beliefnet. Beliefnet, Inc. Архів оригіналу за 4 березня 2016. Процитовано 1 квітня 2016. [Архівовано 2016-03-04 у Wayback Machine.]
2. ↑  Susman, Gary (14 листопада 2014). 'The Little Mermaid' Facts: 25 Things You Didn't Know About the Disney Masterpiece. Moviefone. Aol Inc. Процитовано 1 квітня 2016.
3. 1 2  Duncan, Amy (15 березня 2010). 10 things you probably didn't know about The Little Mermaid. Metro. Процитовано 1 квітня 2016.
4. 1 2  Malach, Maggie (28 серпня 2015). 10 Disney Characters Who Were Almost Voiced By an A-Lister. Mental Floss. Mental Floss, Inc. Процитовано 2 квітня 2016.
5. ↑  Perkins, Will (27 травня 2014). 5 Disney Villains Who Deserve Their Own Movies. Yahoo! Movies. Процитовано 28 квітня 2016.
6. ↑  17 Things You Probably Didn't Know About Disney's "The Little Mermaid". BuzzFeed. BuzzFeed, Inc. 4 грудня 2012. Процитовано 1 квітня 2016.
7. ↑  Van de Wall, Virginia (1 жовтня 2013). 10 Totally Mind-Blowing Facts About 'The Little Mermaid'. J-14. Процитовано 1 квітня 2016.
8. 1 2  Oneill, Therese (28 жовтня 2015). 11 Things You Might Not Know About 'The Little Mermaid'. Mental Floss. Mental Floss, Inc. Процитовано 1 квітня 2016.
9. 1 2  Hicken, Jackie (17 червня 2014). 50 things you might not know about your favorite Disney films, 1989-1997 edition. Desert News. Процитовано 1 квітня 2016. [Архівовано 2016-04-14 у Wayback Machine.]
10. ↑  Haring, Bruce (31 липня 2022). Pat Carroll Dies: Veteran Actress Of Stage, TV, Film And Voice Of Ursula In 'The Little Mermaid' Was 95. Deadline Hollywood. Процитовано 31 липня 2022.
11. ↑  Pat Carroll. Women's International Center. Процитовано 2 квітня 2016.
12. ↑  Behind the voice actors
13. 1 2 3 4 5 6 7 8 9 10 11 12 13 14 15 16 17  Hill, Jim (14 червня 2007). Why (For) Pat Carroll wasn't actually Disney's first choice to voice Ursula in "The Little Mermaid". Jim Hill Media. Процитовано 4 березня 2016.
14. 1 2 3 4 5 6  John Musker Question Countdown – Number 7. Howard Ashman. Shoptalk Ltd. 26 березня 2012. Процитовано 2 квітня 2016.
15. 1 2 3 4 5 6 7 8  hill, Jim (15 березня 2015). Which 1980s TV Favorites Almost Voiced Ursula the Sea Witch for Disney's The Little Mermaid. The Huffington Post. TheHuffingtonPost.com, Inc. Процитовано 1 квітня 2016.
16. 1 2 3 4 5  Neuwirth, Allan (2013). Makin' Toons: Inside the Most Popular Animated TV Shows and Movies. United States: Skyhorse Publishing, Inc. ISBN 9781621531975.
17. 1 2 3  Brandon, Emily (2014). 15 THINGS YOU DIDN'T KNOW ABOUT THE LITTLE MERMAID. Oh My Disney. Disney. Процитовано 1 квітня 2016.
18. ↑  Making Of...The Little Mermaid Behind The Scenes. The 80s Movies Rewind. Fast-Rewind.com. Архів оригіналу за 7 листопада 2014. Процитовано 22 квітня 2016.
19. ↑  Hill, Jim (22 листопада 2013). This 'Little Mermaid' Has Legs: Disney Legend Jodi Benson Looks Back on 25 Years of Voicing the Character of Ariel. The Huffington Post. TheHuffingtonPost.com, Inc. Процитовано 2 квітня 2016.
20. ↑  Perkins, Will (29 травня 2014). Ranking the 12 most famous Disney villains from worst to best. Yahoo! Movies. Процитовано 23 квітня 2016. [Архівовано 2014-08-12 у Wayback Machine.]
21. ↑  Ong-Pizarro, Abigal (27 вересня 2021). Melissa McCarthy Says Playing Ursula in The Little Mermaid is Glorious. Screen Rant. Процитовано 22 липня 2022.
22. ↑  Wickes, Jade (30 травня 2023). Jess Alexander is The Little Mermaid's shining femme fatale. The Face. Процитовано 1 червня 2023.
23. ↑  Bell, Elizabeth; Haas, Lynda; Sells, Laura (1995). From Mouse to Mermaid: The Politics of Film, Gender, and Culture. United States: Indiana University Press. с. 182. ISBN 9780253209788.
24. 1 2 3 4 5 6  Dart, Chris (19 січня 2016). Read This: How Divine inspired Ursula The Sea Witch. A. V. Club. Onion Inc. Процитовано 1 квітня 2016.
25. 1 2 3  Portolan, Daniel (9 березня 2015). (WATCH) Things you probably didn't know about "The Little Mermaid". Moviepilot. Архів оригіналу за 7 травня 2016. Процитовано 20 квітня 2016. [Архівовано 2016-05-07 у Wayback Machine.]
26. ↑  Min, Lilian (20 вересня 2013). 17 Things You Didn't Know About 'The Little Mermaid'. Yahoo!. Архів оригіналу за 13 квітня 2016. Процитовано 1 квітня 2016.
27. 1 2  Pinsky, Mark I. (2004). The Gospel according to Disney: Faith, Trust, and Pixie Dust. United Kingdom: Westminster John Knox Press. с. 140. ISBN 9781611644272.
28. ↑  Glen Keane Interview August 22, 1990. AimeeMajor.com. 22 серпня 1990. Процитовано 25 квітня 2016.
29. ↑  The Little Mermaid: Platinum Edition DVD Review. DVDizzy.com. 3 жовтня 2006. Процитовано 23 квітня 2016.
30. 1 2  Franks-Allen, Sara (26 вересня 2013). 10 Things You Didn't Know About Disney's 'The Little Mermaid'. The FW. SCREENCRUSH NETWORK. Процитовано 1 квітня 2016.
31. 1 2  Happy 26th birthday to The Little Mermaid! Here are a few facts you didn't know. Deadite Den. 18 листопада 2015. Архів оригіналу за 8 травня 2016. Процитовано 22 квітня 2016. [Архівовано 2016-05-08 у Wayback Machine.]
32. ↑  Mackie, Drew (14 листопада 2014). Celebrate 25 Years of The Little Mermaid with 25 Things Even Superfans May Not Know. People. Time Inc. Процитовано 22 квітня 2016.
33. ↑  Creating a Disney Classic – Interview with John Musker & Ron Clements, writers & directors of The Little Mermaid!. Jet-Setting Mom. JETSETTING MOM. 11 вересня 2013. Процитовано 25 квітня 2016.
34. ↑  Rosenfeld, Laura (17 листопада 2014). Why Ursula From 'The Little Mermaid' is the Scariest Disney Villain. Tech Times. TechTimes Inc. Процитовано 26 травня 2016.
35. ↑  Collins, Jim; Collins, Ava Preacher; Radner, Hilary (2012). Film Theory Goes to the Movies: Cultural Analysis of Contemporary Film. United Kingdom: Routledge. с. 286. ISBN 9781135216450.
36. ↑  Eguizabal, William (1 червня 2014). Top Ten: Disney Animated Villains!. Moviepilot. Архів оригіналу за 5 червня 2016. Процитовано 10 травня 2016. [Архівовано 2016-06-05 у Wayback Machine.]
37. ↑  Nouryeh, Elizabeth (7 березня 2016). The 10 Best (Worst) Disney Villains. The Odyssey. Olympia Media Group. Процитовано 25 квітня 2016.
38. 1 2  Schmeink, Lars; Böger, Astrid (2012). Collision of Realities: Establishing Research on the Fantastic in Europe. Germany: Walter de Gruyter. с. 140. ISBN 9783110276718.
39. ↑  James, Emma. The Evolution of the Little Mermaid. Teen Ink. Emerson Media. Процитовано 25 квітня 2016.
40. ↑  Stampler, Laura; Dockterman, Eliana (17 листопада 2014). The Little Mermaid: Not as Sexist as You Thought It Was. Time. Time Inc. Процитовано 22 квітня 2016.
41. ↑  Thompson, Gary (17 листопада 1989). Back To The Drawing Boards Disney Regains Form With 'Mermaid' Tale. Philly.com. Процитовано 6 квітня 2016. [Архівовано 2016-04-28 у Wayback Machine.]
42. ↑  Altmann, Anna E (2001). Tales, Then and Now: More Folktales as Literary Fictions for Young Adults. United States: Libraries Unlimited. с. 194. ISBN 9781563088315.
43. ↑  Foutch, Haleigh (24 квітня 2016). Disney's 9 Most Wicked Animated Villains. Collider.com. COMPLEX MEDIA INC. Процитовано 10 травня 2016.
44. ↑  Plath, James (28 вересня 2013). THE LITTLE MERMAID - 3D Blu-ray review. Movie Metropolis. Архів оригіналу за 8 лютого 2014. Процитовано 25 квітня 2016. Ursula—one of the stronger Disney villains in the past several decades—gets her to sign on the dotted line of a Mephistophelean bargain.
45. ↑  Vasquez, Felix (30 вересня 2013). The Little Mermaid (1989). Cinema Crazed. Процитовано 18 квітня 2016.
46. ↑  Smith, Dave. Ursula. Disney Archives. Disney. Архів оригіналу за 31 березня 2010. Процитовано 19 квітня 2016.
47. ↑  Boyar, Jay (8 серпня 1999). Dive Into Disneys Delightful 'Mermaid'. Orlando Sentinel. Процитовано 14 вересня 2014. [Архівовано 2014-09-15 у Archive.is]
48. ↑  The Little Mermaid. Three Movie Buffs. 21 січня 2015. Процитовано 25 квітня 2016.
49. ↑  Ehrlich, David (19 жовтня 2015). 12 Scariest Moments in Kids' Films. Rolling Stone. Rolling Stone. Процитовано 25 квітня 2016.
50. ↑  Glover, Michaela (27 грудня 2015). Why Disney Female Villains Are Iconic Feminists. The Odyssey. Olympia Media Group. Процитовано 26 квітня 2016.